# 동시베리아 타이가
동시베리아 타이가(East Siberian taiga)는 러시아 동부에 있는 매우 거대한 타이가·북방수림 생물군계다.
이 거대한 생태지역은 시베리아의 중심부에 위치하여, 차지하는 위도는 20도(북위 52도-72도), 경도는 50도(동경 80도-130도)에 이른다. 동시베리아 타이가의 기후는 아극 기후이며 대륙성이 매우 높다. 기온은 최고 섭씨 40도, 최저 섭씨 영하 62도에 이른다. 겨울이 매우 길고 춥지만 건조하며, 시베리아 고기압 대문에 눈이 매우 적게 내린다. 여름은 짧지만 위도에 비해 따뜻한 편이다.
강수량은 600 밀리미터에서 200 밀리미터 사이이며, 동쪽에서 서쪽으로 갈수록 감소한다. 바로 옆의 서시베리아 타이가에 비하면 수렁 같은 습지가 매우 적은 편이다.

## 같이 보기
- 퉁구스카 폭발사건
- 타이가